# هيوغيمونو
هيوغيمونو (باليابانية: へうげもの، بالروماجي: Hyouge Mono) هي سلسلة مانغا يابانية من تأليف ورسم يوشهيرو يامادا نشرت من قبل كودانشا في مجلة مورنينغ الأسبوعية منذ عام 2005 حتى 30 نوفمبر عام 2017. تم تجمع فصول المانغا في 25 مجلد تانكوبون ، نشرت في 21 ديسمبر عام 2005 حتى 23 يناير عام 2018. وحازت المانغا على جائزة التميز للمانغا في مهرجان
مهرجان الفنون الإعلامية اليابانية [الإنجليزية] الثالث عشر في عام 2009. وحازت أيضا على جائزة جائزة أوسامو تيزوكا الثقافية في الدورة الرابعة عشرة عام 2010. أنتجت المانغا إلى مسلسل أنمي تلفزيوني من قبل استوديو بي تراين، عرض الأنمي في 7 أبريل عام 2011 واستمر عرضه حتى 26 يناير عام 2012، وتكون من 39 حلقة.

## القصة
تدور أحداث القصة في فترة سينغوكو في اليابان عن فوروتا ساسكي هو تابع لأودا نوبوناغا ومهووس بحفلات الشاي والرغبات المادية. بعد أن تعلم من أودا ومعلم الشاي الأسطوري سين نو سويكي، أصبح فوروتا يواجه صراعه الخاص بين رغبته في الترقية وحبه لفن الميبوتسوكي [الإنجليزية].

## الشخصيات
فوروتا ساسوكي [الإنجليزية]
(باليابانية: 古田 左介، بالروماجي: Furuta Sasuke)
أداء صوتي: جوجي أوكورا
أودا نوبوناغا (باليابانية: 織田 信長، بالروماجي: Oda Nobunaga)
أداء صوتي: ريكيا كوياما
سين نو ريكيو (باليابانية: 千 宗易)
أداء صوتي: نوبو تاناكا
هاشيبا هيديوشي (باليابانية: 羽柴 秀吉، بالروماجي: Hashiba Hideyoshi)
أداء صوتي: ماساشي إبارا
أكيتشي ميتسوهيدي [الإنجليزية]
(باليابانية: 明智 光秀، بالروماجي: Akechi Mitsuhide)
أداء صوتي: هيديوكي تاناكا
توكوغاوا إياسو (باليابانية: 徳川 家康، بالروماجي: Tokugawa Ieyasu)
أداء صوتي: شينجو تسورومي 
أودا ناغاماسو [الإنجليزية] (باليابانية: 織田 長益، بالروماجي: Oda Nagamasu)
أداء صوتي: تسوتومو إيسوبي
إيشيدا ميتسوناري [الإنجليزية]
(باليابانية: 石田 三成، بالروماجي: Ishida Mitsunari)
أداء صوتي: توشيهيكو سيكي
ياسوكي
أداء صوتي: تاكايا كورودا

## وصلات خارجية
- Official blog باللغة اليابانية
- هيوغيمونو على موقع مورنينغ الأسبوعية باللغة اليابانية
- هيوغيمونو على موقع

NHK باللغة اليابانية